# Râul Crăiasa
Râul Crăiasa este un curs de apă, afluent al râului Crișul Negru. Cursul superior, amonte de confluența cu Râul Fagu este cunoscut și sub numele de Râul Pietrele Roșii.

## Legende
Conform unei legende a locului, odată, o împărăteasă trecând cu caleașca prin zonă a oprit să se răcorescă în apele sale limpezi și reci. De atunci pârâul este cunoscut cu numele de "Crăiasa".
O altă legendă povestește că "vâlva" băilor din munte (a minelor, n.n.), Crăiasa, dăruia fiecărei fete de măritat câte un ou de aur drept zestre. Lăcomia și răutatea oamenilor care nu s-au mulțumit cu darul ei, ci au încercat să-i fure găina cu ouă de aur, a umplut-o de amărăciune, determinând-o să se ascundă în fundul pământului, iar de atunci oamenii caută mereu în unda pârâului Crăiasa, sau în apele Crișului Negru, "lacrimile de aur ale vâlvei băilor". (I. Degău, N. Brânda, "Beiușul și lumea lui")

### Hărți
- Harta munții Bihor-Vlădeasa  Arhivat în 9 iunie 2008, la Wayback Machine.
- Harta munții Apuseni